# Gunn Nyborg
Gunn Lisbeth Nyborg (* 21. März 1960 in Oslo) ist eine ehemalige norwegische Fußballspielerin, die bereits im ersten Länderspiel der Frauen-Nationalmannschaft mitspielte. Sie ist die erste Spielerin, die 100 Länderspiele bestritt. Sie spielte in den ersten zehn Jahren im Angriff und erzielte in dieser Zeit auch die meisten ihrer 20 Länderspieltore, später in der Abwehr.

## Karriere

### Verein
Nyborg gewann mit Asker SK dreimal die norwegische Meisterschaft der Frauen und den norwegischen Fußballpokal der Frauen. Zudem wurde sie mit Fortuna Hjørring und Nikko dänischer bzw. japanischer Pokalsieger.

### Nationalmannschaft
Nyborg bestritt am 7. Juli 1978 mit 18 Jahren ihr erstes Länderspiel beim 1:2 gegen Schweden im Rahmen der fünften nordischen Fußballmeisterschaft. Es war auch das erste Länderspiel der norwegischen Frauen. Sie war sofort Stammspielerin und nahm nun an allen vom norwegischen Verband gezählten Länderspielen teil. Ihr erstes Länderspieltor erzielte sie am 8. Juli 1979 beim 2:4 gegen Dänemark bei der nordischen Fußballmeisterschaft der Frauen 1979. Bei den nordischen Fußballmeisterschaften der Frauen kamen die Norwegerinnen aber nie über den dritten Platz hinaus. Die Meisterschaften wurden von Däninnen und Schwedinnen dominiert, die bereits einige Jahre früher mit Länderspielen gegeneinander begonnen hatten. Auch als die nordische Meisterschaft von der Europameisterschaft abgelöst wurde, da immer mehr europäische Frauennationalmannschaften den Länderspielbetrieb aufnahmen, scheiterten die Norwegerinnen in der Qualifikation für die EM 1984 an Schweden.
Die Qualifikation für die EM 1987 beendeten die Norwegerinnen dann erfolgreich und durften die Endrunde ausrichten. Hier gewannen sie dann ihren ersten großen Titel, als sie im Finale die Schwedinnen mit 2:1 und damit erstmals bezwangen. In den ersten 49 Spielen hatte sie zusammen mit Kari Nielsen gespielt, das 50. Spiel am 1. März 1988 war dann das erste ohne die 10 Monate ältere Kari, die mit dem 49. ihre Länderspielkarriere beendet hatte, und seitdem war Gunn alleinige norwegische Rekordhalterin.
1988 gewann sie dann auch mit Norwegen die inoffizielle Weltmeisterschaft durch ein 1:0 gegen Schweden im Finale. Ein Jahr später verloren die Norwegerinnen ihren EM-Titel dann an Deutschland, das sich zur neuen Großmacht im europäischen Frauenfußball entwickelte und gegen das sie im Finale erstmals verloren, womit sich eine neue Rivalität entwickelte. Zwei Jahre später verloren sie erneut das EM-Finale gegen Deutschland und verloren auch bei der ersten offiziellen WM der Frauen das Finale, dieses aber gegen die USA. Das WM-Finale war ihr 100. Länderspiel. Sie war die erste Spielerin überhaupt – von der das Datum des 100. Spiels  bekannt ist – der dies gelang und als Anerkennung dafür erhielt sie von FIFA-Präsident João Havelange und Pelé den Finalball überreicht. Bis dahin hatte sie als einzige norwegische Spielerin kein Spiel der Norwegerinnen verpasst. Auch die nächsten zehn Spiele machte sie noch mit. Dann endete am 10. Oktober 1992 beim 3:0 gegen die Niederlande im Viertelfinale der EM-Qualifikation ihre Nationalmannschafts-Laufbahn. Beim ebenfalls mit 3:0 gewonnenen Rückspiel am 7. November 1992 saß sie erstmals auf der Ersatzbank, wurde aber nicht eingesetzt. Sie blieb mit 110 Länderspielen noch bis zum 18. März 1994 Rekordhalterin und wurde dann von Heidi Støre abgelöst. Mittlerweile haben 14 Norwegerinnen mehr Länderspiele als sie bestritten und weltweit sind es 363 Spielerinnen (Stand: 29. Oktober 2024).
1994 erhielt sie als bisher einzige Norwegerin den Order of Merit, die höchste Auszeichnung der FIFA.

## Spielertrainerin
Nach ihrer aktiven Zeit trainierte sie die Madison Freeze in Wisconsin, USA und spielte für Liungen IF, mit dem sie 2000 in die Toppserien aufstieg und 2001 mit 41 Jahren noch zwei Ligaspiele bestritt. Der Verein stieg aber sofort wieder ab. 2004 erhielt sie in einem Spiel der zweiten Mannschaft noch einmal eine Gelbe Karte.

## Erfolge
- Norwegischer Meister 1988, 1989 und 1991
- Norwegischer Pokalsieger 1984, 1990 und 1991
- Dänischer Pokalsieger 1987 mit Fortuna Hjørring[8]
- Pokalsieger in Japan 1993[9]
- Europameister 1987
- Inoffizieller Weltmeister 1988
- Vizeweltmeister 1991
- Vizeeuropameister 1989 und 1991
- Torschützenkönigin der Toppserien 1989[10]

## Auszeichnungen
- Order of Merit der FIFA 1994